# U-21サッカールクセンブルク代表
U-21サッカールクセンブルク代表（U-21サッカールクセンブルクだいひょう、英語: Luxembourg national under-21 football team）は、ルクセンブルクサッカー連盟によって編成されるルクセンブルクのサッカーの21歳以下のナショナルチームである。21歳以下を対象とするUEFA U-21欧州選手権に出場するためのチームである。

## 歴史
1976年、U-21ルクセンブルク代表は結成されたが、結成後長らく試合で勝利を挙げることはなく、代表初勝利は結成から20年後のU-21ベルギー代表戦だった。また、2回目の勝利もそのベルギー戦から25年後の2011年に行われたU-21ボスニア・ヘルツェゴビナ代表戦で記録された。

## UEFA U-21欧州選手権の成績
| 開催年 | 結果                          | 試           | 勝           | 分           | 負           | 得           | 失           |
| ------ | ----------------------------- | ------------ | ------------ | ------------ | ------------ | ------------ | ------------ |
| 1978   | 予選敗退                      | 予選敗退     | 予選敗退     | 予選敗退     | 予選敗退     | 予選敗退     | 予選敗退     |
| 1980   | 予選敗退                      | 予選敗退     | 予選敗退     | 予選敗退     | 予選敗退     | 予選敗退     | 予選敗退     |
| 1982   | 予選敗退                      | 予選敗退     | 予選敗退     | 予選敗退     | 予選敗退     | 予選敗退     | 予選敗退     |
| 1984   | 予選敗退                      | 予選敗退     | 予選敗退     | 予選敗退     | 予選敗退     | 予選敗退     | 予選敗退     |
| 1986   | 予選敗退                      | 予選敗退     | 予選敗退     | 予選敗退     | 予選敗退     | 予選敗退     | 予選敗退     |
| 1988   | 予選敗退                      | 予選敗退     | 予選敗退     | 予選敗退     | 予選敗退     | 予選敗退     | 予選敗退     |
| 1990   | 予選敗退                      | 予選敗退     | 予選敗退     | 予選敗退     | 予選敗退     | 予選敗退     | 予選敗退     |
| 1992   | 予選敗退                      | 予選敗退     | 予選敗退     | 予選敗退     | 予選敗退     | 予選敗退     | 予選敗退     |
| 1994   | 予選敗退                      | 予選敗退     | 予選敗退     | 予選敗退     | 予選敗退     | 予選敗退     | 予選敗退     |
| 1996   | 予選敗退                      | 予選敗退     | 予選敗退     | 予選敗退     | 予選敗退     | 予選敗退     | 予選敗退     |
| 1998   | 予選敗退                      | 予選敗退     | 予選敗退     | 予選敗退     | 予選敗退     | 予選敗退     | 予選敗退     |
| 2000   | 予選敗退                      | 予選敗退     | 予選敗退     | 予選敗退     | 予選敗退     | 予選敗退     | 予選敗退     |
| 2002   | 予選敗退                      | 予選敗退     | 予選敗退     | 予選敗退     | 予選敗退     | 予選敗退     | 予選敗退     |
| 2004   | 予選敗退                      | 予選敗退     | 予選敗退     | 予選敗退     | 予選敗退     | 予選敗退     | 予選敗退     |
| 2006   | 予選敗退                      | 予選敗退     | 予選敗退     | 予選敗退     | 予選敗退     | 予選敗退     | 予選敗退     |
| 2007   | 予備予選敗退                  | 予備予選敗退 | 予備予選敗退 | 予備予選敗退 | 予備予選敗退 | 予備予選敗退 | 予備予選敗退 |
| 2009   | 予選敗退                      | 予選敗退     | 予選敗退     | 予選敗退     | 予選敗退     | 予選敗退     | 予選敗退     |
| 2011   | 予選敗退                      | 予選敗退     | 予選敗退     | 予選敗退     | 予選敗退     | 予選敗退     | 予選敗退     |
| 2013   | 予選敗退                      | 予選敗退     | 予選敗退     | 予選敗退     | 予選敗退     | 予選敗退     | 予選敗退     |
| 2015   | 予選敗退                      | 予選敗退     | 予選敗退     | 予選敗退     | 予選敗退     | 予選敗退     | 予選敗退     |
| 2017   | 予選敗退                      | 予選敗退     | 予選敗退     | 予選敗退     | 予選敗退     | 予選敗退     | 予選敗退     |
| 2019   | 予選敗退                      | 予選敗退     | 予選敗退     | 予選敗退     | 予選敗退     | 予選敗退     | 予選敗退     |
| 2021   | 予選敗退                      | 予選敗退     | 予選敗退     | 予選敗退     | 予選敗退     | 予選敗退     | 予選敗退     |
| 通算   | 最高成績 : - 23大会中/0回出場 | 0            | 0            | 0            | 0            | 0            | 0            |

## 歴代監督
- マルセル・バンベルク 2000-2002
- ヘンリー・ボッシ 2002-2004
- ロニー・ボンヴィーニ 2004-2006
- ローラント・シャーク 2006-2009
- ルーク・ホルツ 2009-2011
- ラインホルト・ブレウ 2011-2015
- マヌエル・カルボーニ 2015-